# Joep Wennemars
Joep Wennemars (* 3. Oktober 2002) ist ein niederländischer Eisschnellläufer.

## Werdegang
Wennemars trat international erstmals bei den Juniorenweltmeisterschaften 2022 in Innsbruck in Erscheinung, wobei er den 13. Platz im Massenstart und den siebten Platz über 5000 m errang. Zudem gewann er dort in der Teamverfolgung sowie über 1500 m jeweils die Silbermedaille und über 500 m, 1000 m sowie im Kleinen Vierkampf jeweils die Goldmedaille. Zu Beginn der Saison 2022/23 nahm er in Stavanger erstmals am Weltcup teil, wobei er auf den zehnten Platz über 1000 m sowie in der B-Gruppe auf den siebten Rang über 500 m lief und erreichte beim folgenden Weltcup in Heerenveen mit zweiten Plätzen über 1000 m sowie im Teamsprint seine ersten Podestplatzierungen in dieser Rennserie. Im folgenden Jahr kam er bei der Sprintweltmeisterschaft in Inzell auf den 26. Platz. In der Saison 2024/25 wurde er mit vier Top-Zehn-Platzierungen Siebter im Weltcup über 1000 m und gewann bei den Einzelstreckenweltmeisterschaften 2025 in Hamar über diese Distanz die Goldmedaille. Sein Vater Erben Wennemars war ebenfalls als Eisschnellläufer aktiv.

## Erfolge

### Einzelstrecken-Weltmeisterschaften
- 2025 Hamar: 1. Platz 1000 m

### Sprintweltmeisterschaften
- 2024 Inzell: 26. Platz Sprint-Mehrkampf

### Persönliche Bestleistungen
| Disziplin | Zeit        | Datum             | Ort        |
| --------- | ----------- | ----------------- | ---------- |
| 500 m     | 34,76 s     | 28. Dezember 2023 | Heerenveen |
| 1000 m    | 1:07,23 min | 16. Februar 2025  | Heerenveen |
| 1500 m    | 1:45,07 min | 15. Februar 2025  | Heerenveen |
| 3000 m    | 3:48,59 min | 18. Dezember 2021 | Heerenveen |
| 5000 m    | 6:44,59 min | 2. Oktober 2021   | Inzell     |